# Pallavolo ai XXII Giochi centramericani e caraibici - Torneo maschile
Il torneo maschile di pallavolo ai XXII Giochi centramericani e caraibici si è svolta dal 25 al 30 novembre 2014 a Veracruz, in Messico, durante i XXII Giochi centramericani e caraibici: al torneo hanno partecipato otto squadre nazionali centramericane e caraibiche e la vittoria finale è andata per la prima volta alla Repubblica Dominicana.

## Impianti
|                                                                  |  |  |
|                                                                  |  |  |
| Arena Córdoba Città: Veracruz Capienza: 3 500 Anno d'apertura: - |  |  |

## Regolamento
Le squadre hanno disputato una prima fase a gironi con formula del girone all'italiana: al termine della prima fase:
- Le prime tre classificate di ogni girone hanno acceduto alla fase finale per il primo posto, strutturata in quarti di finale (a cui non ha partecipato la prima classificata di ogni girone, già qualificata alle semifinali), semifinali, finale per il terzo posto e finale.
- L'ultima classificata di ogni girone e le due sconfitte ai quarti di finale della fase finale per il primo posto hanno acceduto alla fase finale per il quinto posto, strutturata in semifinali, finale per il settimo posto e finale per il quinto posto.

## Squadre partecipanti
| Squadra           | Qualificazione      | Ultima partecipazione    |
| ----------------- | ------------------- | ------------------------ |
| Bahamas           | -                   | ?                        |
| Colombia          | -                   | Cartagena de Indias 2006 |
| Cuba              | -                   | Cartagena de Indias 2006 |
| Messico           | Paese organizzatore | Mayagüez 2010            |
| Porto Rico        | -                   | Mayagüez 2010            |
| Rep. Dominicana   | -                   | Mayagüez 2010            |
| Trinidad e Tobago | -                   | Mayagüez 2010            |
| Venezuela         | -                   | Mayagüez 2010            |

## Torneo

### Fase a gironi
| Girone A          | Girone B   |
| ----------------- | ---------- |
| Colombia          | Bahamas    |
| Messico           | Cuba       |
| Rep. Dominicana   | Porto Rico |
| Trinidad e Tobago | Venezuela  |

#### Girone A

##### Risultati
| 25 novembre 2014 Arena Córdoba, Veracruz Durata: 1h:27 - Spettatori: 200   | Rep. Dominicana   | 3 - 0 | Colombia          | 25-18, 25-19, 27-25               |
| 25 novembre 2014 Arena Córdoba, Veracruz Durata: 1h:18 - Spettatori: 1 300 | Messico           | 3 - 0 | Trinidad e Tobago | 25-19, 25-18, 25-21               |
| 26 novembre 2014 Arena Córdoba, Veracruz Durata: 1h:17 - Spettatori: 300   | Trinidad e Tobago | 0 - 3 | Colombia          | 10-25, 23-25, 13-25               |
| 26 novembre 2014 Arena Córdoba, Veracruz Durata: 2h:01 - Spettatori: 1 500 | Messico           | 1 - 3 | Rep. Dominicana   | 25-18, 28-30, 17-25, 21-25        |
| 27 novembre 2014 Arena Córdoba, Veracruz Durata: 1h:13 - Spettatori: 500   | Rep. Dominicana   | 3 - 0 | Trinidad e Tobago | 25-14, 25-15, 25-15               |
| 27 novembre 2014 Arena Córdoba, Veracruz Durata: 2h:22 - Spettatori: 2 000 | Messico           | 3 - 2 | Colombia          | 27-25, 18-25, 25-23, 21-25, 15-12 |

##### Classifica
| Pos | Squadra           | Pt | G | V | P | SV | SP | Ratio | PF  | PS  | Ratio |
| --- | ----------------- | -- | - | - | - | -- | -- | ----- | --- | --- | ----- |
| 1   | Rep. Dominicana   | 14 | 3 | 3 | 0 | 9  | 1  | 9.000 | 250 | 197 | 1.269 |
| 2   | Messico           | 9  | 3 | 2 | 1 | 7  | 5  | 1.400 | 272 | 266 | 1.023 |
| 3   | Colombia          | 7  | 3 | 1 | 2 | 5  | 6  | 0.833 | 247 | 229 | 1.079 |
| 4   | Trinidad e Tobago | 0  | 3 | 0 | 3 | 0  | 9  | 0.000 | 148 | 225 | 0.658 |

#### Girone B

##### Risultati
| 25 novembre 2014 Arena Córdoba, Veracruz Durata: 1h:10 - Spettatori: 500   | Cuba       | 3 - 0 | Bahamas    | 25-22, 25-16, 25-15        |
| 25 novembre 2014 Arena Córdoba, Veracruz Durata: 2h:12 - Spettatori: 1 000 | Porto Rico | 1 - 3 | Venezuela  | 20-25, 23-25, 25-23, 27-29 |
| 26 novembre 2014 Arena Córdoba, Veracruz Durata: 1h:06 - Spettatori: 200   | Porto Rico | 3 - 0 | Bahamas    | 25-12, 25-15, 25-10        |
| 26 novembre 2014 Arena Córdoba, Veracruz Durata: 1h:34 - Spettatori: 1 200 | Cuba       | 3 - 0 | Venezuela  | 30-28, 25-18, 25-19        |
| 27 novembre 2014 Arena Córdoba, Veracruz Durata: 1h:37 - Spettatori: 800   | Venezuela  | 3 - 1 | Bahamas    | 25-12, 21-25, 25-13, 25-17 |
| 27 novembre 2014 Arena Córdoba, Veracruz Durata: 1h:26 - Spettatori: 1 400 | Cuba       | 0 - 3 | Porto Rico | 19-25, 23-25, 25-27        |

##### Classifica
| Pos | Squadra    | Pt | G | V | P | SV | SP | Ratio | PF  | PS  | Ratio |
| --- | ---------- | -- | - | - | - | -- | -- | ----- | --- | --- | ----- |
| 1   | Porto Rico | 11 | 3 | 2 | 1 | 7  | 3  | 2.333 | 247 | 206 | 1.199 |
| 2   | Cuba       | 10 | 3 | 2 | 1 | 6  | 3  | 2.000 | 222 | 193 | 1.150 |
| 3   | Venezuela  | 8  | 3 | 2 | 1 | 6  | 5  | 1.200 | 263 | 242 | 1.087 |
| 4   | Bahamas    | 1  | 3 | 0 | 3 | 1  | 9  | 0.111 | 155 | 246 | 0.630 |

### Fase finale

#### Finale 1º e 3º posto
|  | Quarti    | Quarti     |                 |      | Semifinali         | Semifinali         |  |  | Finale 1º/2º posto | Finale 1º/2º posto |
|  |           |            |                 |      |                    |                    |  |  |                    |                    |
|  |           |            |                 |      |                    |                    |  |  |                    |                    |
|  |           |            |                 |      |                    |                    |  |  |                    |                    |
|  | -         | -          |                 |      |                    |                    |  |  |                    |                    |
|  | -         | -          |                 |      |                    |                    |  |  |                    |                    |
|  | -         | -          |                 |      |                    |                    |  |  |                    |                    |
|  | -         | -          | Rep. Dominicana | 3    |                    |                    |  |  |                    |                    |
|  |           |            | Rep. Dominicana | 3    |                    |                    |  |  |                    |                    |
|  |           | Cuba       | 1               |      |                    |                    |  |  |                    |                    |
|  | Cuba      | Cuba       | 1               | 3    |                    |                    |  |  |                    |                    |
|  | Cuba      |            |                 | 3    |                    |                    |  |  |                    |                    |
|  | Colombia  | 0          |                 |      |                    |                    |  |  |                    |                    |
|  | Colombia  | 0          | Rep. Dominicana | 3    |                    |                    |  |  |                    |                    |
|  |           |            | Rep. Dominicana | 3    |                    |                    |  |  |                    |                    |
|  |           | Porto Rico | 2               |      |                    |                    |  |  |                    |                    |
|  | -         | Porto Rico | 2               | -    |                    |                    |  |  |                    |                    |
|  | -         |            |                 | -    |                    |                    |  |  |                    |                    |
|  | -         | -          |                 |      |                    |                    |  |  |                    |                    |
|  | -         | -          | Porto Rico      | 3    | Finale 3º/4º posto | Finale 3º/4º posto |  |  |                    |                    |
|  |           |            | Porto Rico      | 3    | Finale 3º/4º posto | Finale 3º/4º posto |  |  |                    |                    |
|  |           | Messico    | 1               |      |                    |                    |  |  |                    |                    |
|  | Messico   | Messico    | 1               | 3    | Messico            | 0                  |  |  |                    |                    |
|  | Messico   |            |                 | 3    | Messico            | 0                  |  |  |                    |                    |
|  | Venezuela | 2          |                 | Cuba | 3                  |                    |  |  |                    |                    |
|  | Venezuela | 2          |                 |      | 3                  |                    |  |  |                    |                    |
|  |           |            |                 |      |                    |                    |  |  |                    |                    |
|  |           |            |                 |      |                    |                    |  |  |                    |                    |

##### Quarti di finale
| 28 novembre 2014 Arena Córdoba, Veracruz Durata: 2h:40 - Spettatori: 1500 | Messico | 3 - 2 | Venezuela | 25-22, 24-26, 23-25, 25-23, 27-25 |
| 28 novembre 2014 Arena Córdoba, Veracruz Durata: 1h:35 - Spettatori: 1200 | Cuba    | 3 - 0 | Colombia  | 25-18, 26-24, 25-22               |

##### Semifinali
| 29 novembre 2014 Arena Córdoba, Veracruz Durata: 1h:56 - Spettatori: 1500 | Rep. Dominicana | 3 - 1 | Cuba    | 25-23, 25-20, 14-25, 25-20 |
| 29 novembre 2014 Arena Córdoba, Veracruz Durata: 1h:54 - Spettatori: 1500 | Porto Rico      | 3 - 1 | Messico | 25-21, 25-21, 23-25, 25-14 |

##### Finale 3º posto
| 30 novembre 2014 Arena Córdoba, Veracruz Durata: 1h:42 - Spettatori: 1300 | Cuba | 3 - 0 | Messico | 25-19, 43-41, 25-22 |

##### Finale
| 30 novembre 2014 Arena Córdoba, Veracruz Durata: 2h:41 - Spettatori: 1500 | Rep. Dominicana | 3 - 2 | Porto Rico | 25-22, 23-25, 23-25, 25-22, 24-22 |

#### Finale 5º e 7º posto
|  | Semifinali        | Semifinali        | Semifinali |          |         | Finale 5º/6º posto | Finale 5º/6º posto | Finale 5º/6º posto |  |
|  |                   |                   |            |          |         |                    |                    |                    |  |
|  | Trinidad e Tobago | Trinidad e Tobago | 0          |          |         |                    |                    |                    |  |
|  | Trinidad e Tobago | Trinidad e Tobago | 0          |          |         |                    |                    |                    |  |
|  | Venezuela         | Venezuela         | 3          |          |         |                    |                    |                    |  |
|  | Venezuela         | Venezuela         | 3          |          | Bahamas | Bahamas            | 3                  |                    |  |
|  |                   |                   |            |          | Bahamas | Bahamas            | 3                  |                    |  |
|  |                   |                   | Colombia   | Colombia | 0       |                    |                    |                    |  |
|  | Bahamas           | Bahamas           | Colombia   | Colombia | 0       | 3                  |                    |                    |  |
|  | Bahamas           | Bahamas           |            |          |         | 3                  |                    |                    |  |
|  | Colombia          | Colombia          | 0          |          |         | Finale 7º/8º posto | Finale 7º/8º posto | Finale 7º/8º posto |  |
|  | Colombia          | Colombia          | 0          |          |         |                    |                    |                    |  |
|  |                   |                   |            |          |         |                    |                    |                    |  |
|  |                   |                   |            |          |         | Trinidad e Tobago  | Trinidad e Tobago  | 0                  |  |
|  |                   |                   |            |          |         | Trinidad e Tobago  | Trinidad e Tobago  | 0                  |  |
|  |                   |                   |            |          |         | Venezuela          | Venezuela          | 3                  |  |

##### Semifinali
| 29 novembre 2014 Arena Córdoba, Veracruz Durata: 1h:20 - Spettatori: 400 | Trinidad e Tobago | 0 - 3 | Venezuela | 22-25, 15-25, 21-25 |
| 29 novembre 2014 Arena Córdoba, Veracruz Durata: 1h:33 - Spettatori: 400 | Bahamas           | 3 - 0 | Colombia  | 32-30, 27-25, 25-19 |

##### Finale 7º posto
| 30 novembre 2014 Arena Córdoba, Veracruz Durata: 1h:19 - Spettatori: 200 | Trinidad e Tobago | 0 - 3 | Colombia | 15-25, 21-25, 13-25 |

##### Finale 5º posto
| 30 novembre 2014 Arena Córdoba, Veracruz Durata: 1h:04 - Spettatori: 300 | Venezuela | 3 - 0 | Bahamas | 25-13, 25-13, 25-14 |

## Podio

### Campione
Formazione: 1 Antonio Rodríguez, 3 Elvis Contreras, 4 Wilfrido Hernández, 5 Enger Miéses, 8 Henry López, 9 Luis Adames, 10 Francisco Abreu, 11 José Cáceres, 13 Mário Frias, 14 Cesar Alcántara, 15 Henry Tapia, 18 German Recio, CT: Josè Angel Alvarez

### Secondo posto
Formazione: 1 Pedro Cabrera, 2 Edgardo Goás, 3 Juan Figueroa, 5 Roberto Muñiz, 7 Jessie Colón, 10 Ezequiel Cruz, 11 Maurice Torres, 12 Héctor Soto, 14 Mannix Román, 15 Fernando Morales, 16 Jackson Rivera, 18 Jean Carlos Ortíz, CT: David Alemán

### Terzo posto
Formazione: 2 Inovel Romero, 3 Ricardo Calvo, 4 Javier Jiménez, 5 Leandro Macías, 6 Keibel Gutiérrez, 7 Yonder García, 8 Rolando Cepeda, 9 Liván Osoria, 11 Lázaro Fundora, 16 Isbel Mesa, 17 Félix Chapman, 20 Osmany Uriarte, CT: Rodolfo Sánchez

## Classifica finale
| Pos | Squadre           |
| --- | ----------------- |
|     | Rep. Dominicana   |
|     | Porto Rico        |
|     | Cuba              |
| 4   | Messico           |
| 5   | Venezuela         |
| 6   | Bahamas           |
| 7   | Colombia          |
| 8   | Trinidad e Tobago |

## Premi individuali
| Premio                | Nome               | Squadra         |
| --------------------- | ------------------ | --------------- |
| MVP                   | Elvis Contreras    | Rep. Dominicana |
| Miglior realizzatore  | Elvis Contreras    | Rep. Dominicana |
| Miglior servizio      | Javier Jiménez     | Cuba            |
| Miglior ricevitore    | Jorge Quiñones     | Messico         |
| Miglior difesa        | Pedro Cabrera      | Porto Rico      |
| Miglior palleggiatore | Leandro Macías     | Cuba            |
| Miglior opposto       | José Cáceres       | Rep. Dominicana |
| Miglior schiacciatore | Elvis Contreras    | Rep. Dominicana |
| Miglior schiacciatore | Javier Jiménez     | Cuba            |
| Miglior centrale      | Wilfrido Hernández | Rep. Dominicana |
| Miglior centrale      | Germán Recio       | Rep. Dominicana |
| Miglior libero        | Jesús Rangel       | Messico         |